# Persony (design služeb)
Persona je jedním z nejdůležitějších nástrojů designu služeb. Slouží k lepšímu porozumění chování zákazníků a jejich očekávání. Pomáhá odpovídat na otázky typu: Jak budou uživatelé reagovat na náš web? Co si myslí při užívání naší služby? Jak můžeme zákazníkovi cestu službou usnadnit? Jak jej navnadit, aby zůstal a vracel se ke službě nebo k výrobku? Na základě dříve uskutečněných výzkumů (například dotazování nebo důkladné pozorování v terénu) analyzujeme a následně definujeme několik skupit zákazníků se společnými nejvýznamnějšími atributy. Každou skupinu reprezentuje jeden archetyp zákazníka – persona. Persona je ztělesněním dosud abstraktních dat. Pro lepší, názornou práci s personami je vhodné každou z nich popsat na samostatnou kartu, kterou budeme mít po celou dobu vývoje či redesignu služby nebo výrobku na očích.
Dobře zpracované persony můžeme[kdo?] dále použít například při vytváření cesty uživatele službou (zakreslujeme jednotlivé kroky uživatele přesně v pořadí, v jakém je uskutečňuje), nebo při skládání mapy kontaktních míst (definujeme všechna místa, na kterých dochází k interakci mezi firmou a uživatelem). Archetypy mohou také pomoci při porozumění potřebám zaměstnanců.

## Historie
Persony jsou poměrně mladým pojmem. Jako první jej zpopularizoval Alan Cooper ve své knize The Inmates Are Running the Asylum: why High-Tech Products drive Us Crazy and How to Restore the Sanity vydané v roce 1999. První persony vytvořil A. Cooper pro potřeby vývoje softwaru. Prvními modely mu byli manažeři, se kterými se setkal. Až později tvořili persony fiktivní osobnosti s odlišnými vzorci chování a různými cíli i úrovněmi dovedností.
"Přestože jsou imaginární, jsou definovány s velkou důsledností a přesností. Ve skutečnosti vlastně naše persony nevytváříme, objevujeme je jako vedlejší produkt výzkumu. Avšak jejich jména a osobní podrobnosti jsou naším dílem."

## Výstup
Výstupem jsou karty s popisem osob konkrétních vlastností a charakteristik. Důležité jsou sociodemografické údaje, zájmy, hlavní myšlenky. Někdy můžeme[kdo?] přidat krátký příběh. Pro lepší imaginaci je vhodné doplnit profil o fotografii a jméno (i když vymyšlené). Každý archetyp by měl být do detailu popsán s důrazem na oblast našeho zájmu (služby, poduktu).
Příklady stručného načrtnutí person:
|                 | Jana Nováková | Petr Svoboda |
| --------------- | --- | --- |
| Věk             | 53 let | 29 let |
| Bydliště        | město, 8 - 10 000 obyvatel | malé město, do 2 500 obyvatel |
| Charakteristika | ráda čte detektivky, chodí na kávu s kamarádkami, ráda jezdí s manželem na kole, volný čas věnuje dětem a vnoučatům, počítače ovládá jen do té míry, jakou potřebuje pro výkon povolání, nemá pocit, že by potřebovala nějaký kurz na rozšíření dovedností práce s IT | momentálně se věnuje malému synovi, občas s kamarády vyrazí na vodu nebo do hospody, zajímá ho IT, ale nemá čas na rozšíření detailních vědomostí, v budoucnu by se chtěl naučit programovat |
| Práce           | pracuje jako administrativní pracovnice větší lokální firmy | má úspěšně nastartovanou kariéru obchodního zástupce mezinárodní farmaceutické firmy |